# Movimiento Social Cristiano (Chili)
De Movimiento Social Cristiano (Nederlands: Christelijk-Sociale Beweging, MSC) was een kleine christendemocratische partij in Chili die van 1983 tot 1987 bestond.

## Geschiedenis
De MSN werd in december 1983 gevormd door oud-leden van de Partido Demócrata Cristiano (Christendemocratische Partij) Juan de Dios Carmona, oud-ambassadeur van Chili in Spanje en William Thayer Arteaga, oud-minister en enkele voormalige PDC-parlementariërs uit onvrede over de houding van de PDC ten opzichte van de dictatuur van Pinochet. Anders dan het hoofdbestuur van de PDC waren zij voorstander van samenwerking met de Chileense machthebbers en daarom uit die partij gezet.
De nieuwe partij verschilde inhoudelijk niet zoveel van de PDC. In 1984 trad de MSN toe tot de Acuerdo Democrático Nacional (ADENA), een coalitie van partijen die sympathiseerden met de doelstellingen van het regime maar tegelijkertijd opriepen tot een zekere democratisering. Op 31 januari 1986 sloot de MSN zich aan bij het Frente Democrático de Concordia (FREDECO) waar toe ook de Partido Democracia Social (Sociaal-Democratische Partij), Democracia Radical (Radicaal-Democraten), de Partido Democrático Nacional (Nationaal-Democratische Partij), de Unión Cívica Radical (Radicale Burgerunie), de Movimiento Obrero Socialdemócrata (Sociaal-Democratische Arbeidersbeweging), de Movimiento Javiera Carrera (Beweging "Javiera Carrera") en het Centro Cívico Arturo Matte (Burgerlijk Centrum "Arturo Matte") toe behoorden.
Op 27 augustus 1986 ging de MSN op in het Frente Nacional del Trabajo (Nationaal Front van de Arbeid) van oud-minister Sergio Onofre Jarpa. Het FNT was een van de oprichters van de Renovación Nacional (Nationale Hernieuwing).